# Тростянецька сільська територіальна громада (Львівська область)
Тростянецька сільська громада — територіальна громада в Україні, в Стрийському районі Львівської області. Адміністративний центр — село Тростянець.
Площа громади — 187,6 км², населення — 7991 мешканець (2021).
Утворена 5 вересня 2015 року шляхом об'єднання Бродківської, Демнянської, Красівської, Липівської, Стільської, Тернопільської сільських рад та села Заклад Миколаївської міськради Миколаївського району.
Тростянецька громада — одна з об'єднаних громад, центрами яких стали села, які до того не були центрами сільрад.

## Населені пункти
До складу громади входять 1 селище (Липівка) і 16 сіл: 
- Бродки
- Велика Воля
- Глухівець
- Демня
- Добряни
- Дуброва
- Заклад
- Ілів
- Красів
- Луб'яна
- Мала Воля
- Поляна
- Стільсько
- Суха Долина
- Тернопілля
- Тростянець